# Tampumachay

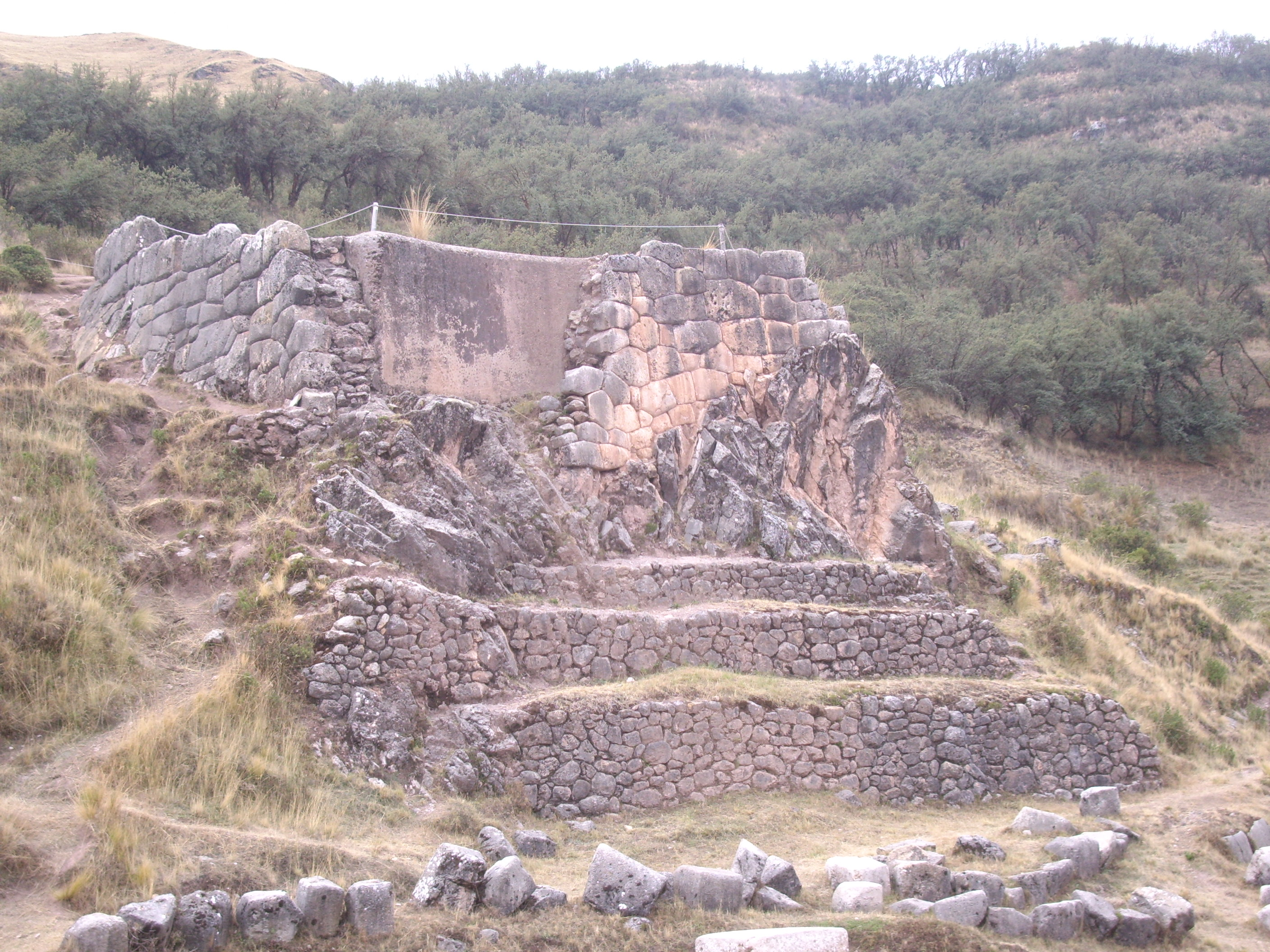
Torre de control

Tambomachay o Tampumachay (quítxua: tampu mach'ay, lloc de repòs) està ubicat a prop de Cusco, al Perú. És un conjunt arqueològic que va ser destinat al culte a l'aigua i perquè el cap de l'Imperi Inca pogués descansar. Aquest lloc també és denominat Banys de l'Inca.
Consta d'una sèrie de aqüeductes, canals i algunes cascades d'aigua que discorren per les roques. El més sorprenent és que d'una cascada principal, els Inques van crear dues cascades secundàries, que són exactament iguals. És a dir, si un col·loca dues ampolles buides una a cada cascada, les dues s'omplen alhora.
Aquí també hi va haver una espècie de jardí reial el regadiu del qual provenia d'un complicat sistema de canals especialment fets per aquesta funció. També era una zona de control de les persones que venien de l'Antisuyu, i allà hi havia una torre de control.